# Église Saint-Laurent de Turin
Pour les articles homonymes, voir Église Saint-Laurent.
L'église Saint-Laurent (en italien : Chiesa di San Lorenzo) est une église catholique de Turin en Italie. Elle est considérée comme l'église de la maison royale.

## Situation
L'église s'élève au centre de la ville sur la place du Château, à côté du Palais royal.

## Histoire et description
Emmanuel-Philibert de Savoie et son cousin Philippe II d'Espagne ont gagné la bataille de Saint-Quentin le 10 août 1557, le jour de la Saint-Laurent. Ils ont promis qu'ils allaient construire, en cas de victoire, une église en son honneur. Le roi d'Espagne a érigé, quant à lui, une magnifique église en l'honneur du Saint, l'Escurial.
À Turin, incapable pour le moment de construire une nouvelle église, Emmanuel-Philibert donne le titre de San Lorenzo à une église déjà présente sur la Piazza Castello. Dans ce lieu s'est rendu Charles Borromée, au moment de son pèlerinage en Savoie, pour vénérer le Saint Suaire.
Un siècle plus tard, en 1634, la première église de pierre est posée. Elle est conçue par Ascanio Vittozzi, puis revue par Carlo di Castellamonte. Mais c'est avec l'arrivée de l'architecte Camillo-Guarino Guarini à Turin que les travaux vont de l'avant. Guarini y a travaillé de 1666 à 1680, lorsque, en présence de l'ensemble de la cour de Savoie, l'église a été consacrée le 11 mai.
L'intérieur possède une copie de photo sur toile du Saint-Suaire, le linceul présumé du Christ. 
La structure de la coupole de ce cas d'école de l'architecture baroque (européenne), à ogives entrecroisée et couronnée, présente toutefois une grande similitude avec celle de la coupole de la mosquée du palais de l'Aljaferia (Saragosse, XIe siècle) et de la coupole du mirhab de la grande mosquée de Cordoue (Xe siècle).

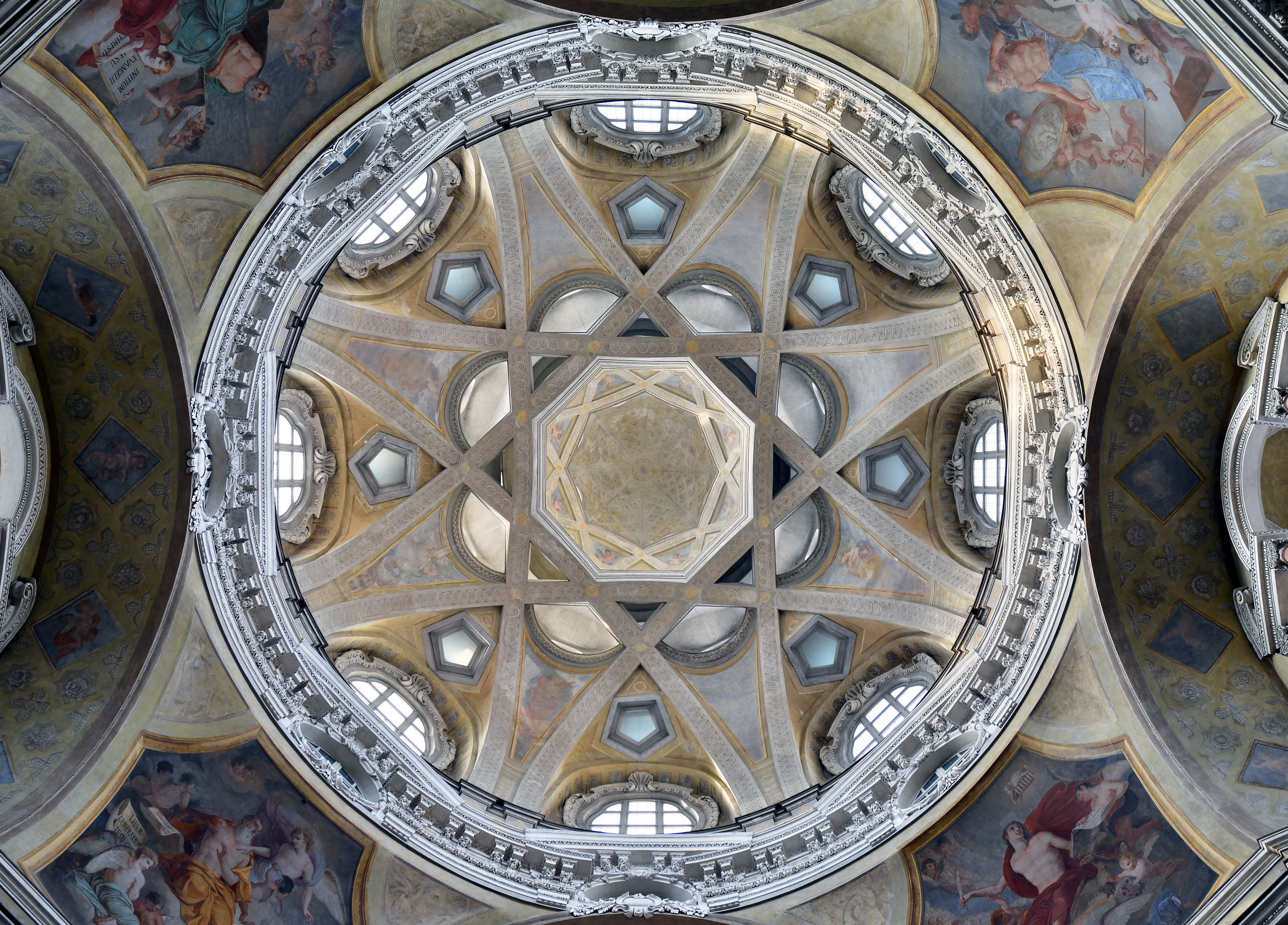
Le dôme intérieur.

## Source de traduction
- (it) Cet article est partiellement ou en totalité issu de l’article de Wikipédia en italien intitulé « Chiesa di San Lorenzo (Torino) » (voir la liste des auteurs).